# Okorokov
Okorokov je priimek več oseb:
- Andrej Dimitrijevič Okorokov, sovjetski general
- Jevgenij Okorokov, ukrajinski tekač
- Valentin Okorokov, ruski slikar